# Orquesta Sinfónica Gran Mariscal de Ayacucho
La Orquesta Sinfónica “Gran Mariscal de Ayacucho” fue creada en el año 1989 gracias al convenio suscrito entre la Fundación “Gran Mariscal de Ayacucho” y la Fundación del Estado para la Orquesta Nacional Juvenil. Dicho concordato permitió la fusión de los mejores intérpretes de los núcleos del área metropolitana. Surge de esta manera, la institución orquestal más novel y pujante de Caracas.
En 1992 se instituye como Fundación Orquesta Sinfónica “Gran Mariscal de Ayacucho” epónimo que rinde homenaje al ilustre prócer independentista. Desde su fundación la Orquesta “Gran Mariscal de Ayacucho” fue dirigida por el maestro Rodolfo Saglimbeni hasta el año 2002, actualmente este cargo lo ejerce la Maestra Elisa Vegas,  quien funge como su Directora Artística. En 1995, el connotado artista cinético Carlos Cruz Diez dona el Diseño Integral de la Imagen que actualmente detenta la Orquesta, además de convertirse en Ilustre Embajador de la Institución.
Aglutinando jóvenes talentos musicales y transitando treinta (30) años de ininterrumpida labor artística, se ha posicionado en el difícil terreno cultural, gracias a una incisiva actividad creadora manifiesta en áreas disímiles del quehacer musical. En sí, la Orquesta ha expuesto en tan corto periplo, valores y aciertos que le han permitido descollar ante prestigiosas agrupaciones orquestales del ámbito latinoamericano. Perseverancia, mística y “el ejercicio de la excelencia” han conformado un sólido estandarte con el que han demostrado el porqué son una Orquesta de juventudes.
Como núcleo orquestal no sólo ha conformado un amplio repertorio sinfónico ofrecido de forma permanente en sus Temporadas regulares de Conciertos en la Sala “José Félix Ribas” del Teatro Teresa Carreño sino que ha actuado en los más prestigiosos eventos musicales, además de presentarse en los más diversos escenarios de nuestra Capital. Su dinámica presencia se ha verificado en todos los Festivales Musicales del país a través de convenios con las instituciones culturales más relevantes en el ámbito nacional. 
La Orquesta ha sido anfitriona de importantes directores y solistas tanto venezolanos como extranjeros. Otras facetas de actividad han estado dirigidas a participar en producciones balletísticas y operáticas de gran envergadura en las diferentes temporadas que se realizan en Venezuela como, por ejemplo, las efectuadas por la Ópera del Teatro Teresa Carreño, la Ópera Breve del Ateneo de Caracas, su Temporada de Música y Escena que conlleva la realización de Operas, Musicales y Zarzuelas en el Teatro de Chacao.

Ha conformado proyectos de difusión para sus músicos a través de la experiencia “La Orquesta en Cámara” y ha incursionado en el espacio del universo discográfico derivándose la grabación de catorce discos compactos que incluyen “Carmina Burana” del Carl Orff, la IX Sinfonía de Beethoven, “Ficciones” de la compositora venezolana Diana Arismendi, y compactos temáticos titulados “Tchaikovsky Espectacular”, “Venezuela Sinfónica” y “Danzas y Ritmos de Latinoamérica”. También se destaca el excelente trabajo de música venezolana, "Orquesta Sinfónica Gran Mariscal de Ayacucho con el Ensamble Garrufio", el Tríptico de Pedro Mauricio González, grabado con “ El Cuarteto”, Manuela Sáez de Eduardo Marturet, María Teresa y sus amigos Concierto en vivo Teatro Teresa Carreño,  al igual que “ Hungría 1000 Años ” grabado junto al insigne pianista Carlos Duarte en la Sala José Félix Ribas , “Navidad Sinfónica”, producción realizada gracias al apoyo de  grandes amigos de la orquesta, la gran producción de Video Musical La Canción de Caracas y por último las producciones privadas  “Suite Navideña” y José Montecano “30 años y sigo aquí” solicitadas por instituciones públicas.
Igualmente, su relevante performance artístico le ha llevado a incursionar en el mundo cinematográfico al grabar las bandas sonoras de las películas “Pandemonium” y “Cuchillos de Fuego” de Román Chalbaud con música de Federico Ruiz, “Una Vida y Dos Mandados” producción de Alexis Montilla Films y  “ Manuela” de Diego Rísquez, con música de Eduardo Marturet. Además colaboró en la musicalización del documental sobre la historia del Béisbol Venezolano “La Hazaña del 41” de Carolina Vila y José Manuel Pulido. Es así como debido a sus múltiples proyectos la OSGMA se establece como uno de los más versátiles  entes orquestales de Venezuela.
Actualmente continúa llevando a cabo su programa didáctico de corte social Viaje al Fondo de una Orquesta, dedicado a los niños de las escuelas de la Gran Capital, el cual cumple su XIII Temporada, el proyecto Los Abuelos son una Nota. En su IV Temporada dedicado a todos aquellos que residen en los diferentes geriátricos y casa hogares de la tercera edad. De esta forma la Orquesta Sinfónica Gran Mariscal de Ayacucho, en sus XXVIII Aniversario continúa con la mística que la identifica, sigue planteándose nuevos retos, incorporando proyectos cuyos principales objetivos se fundamentan en el impulso de programas que permitan una mayor comprensión de la música y las artes escénicas, mediante actividades didácticas y recreativas que cultivan la creatividad y la imaginación del individuo.